# Вулкан Черського
Вулкан Черського (Хара-Болдок (бур. Хара болдог — «чорний бугор»), Уляборський) — згаслий вулкан типу шлаковий конус в Тункинській улоговині, поблизу курорту Аршан в Тункинському районі Бурятії.

## Назва
Названий на честь географа і геолога Івана Дементійовича Черського, що досліджував Східний Саян в 1873—1876 роках і опублікував перший опис вулкана, за пропозицією геолога Миколи Флоренсова. Ще раніше цю назва пропонував присвоїти Олександр Чекановський. Серед місцевих бурят вулкан носить назву Хара-Болдок, що походить від бурятського хара — «чорний» і болдог — «пагорб», «бугор», «купина». Ще одна назва вулкана — Уляборський — пов'язано з бурятскої мови улабар — «червоний».

## Опис
Абсолютна висота гори становить 881 метр. над рівнем моря, відносна висота — 100—150 метрів. Діаметр конуса — 650—800 метрів, на вершині є кратероподібне поглиблення, через якого зверху вулкан нагадує підкову. Конус шлаковий, складений пористими породами, переважно афролітовою лавою і дрібними туфами.
Імовірно, має плейстоценовий вік.  16-15 мільйонів років тому днище Тункинської улоговини, що входить в Байкальську рифтовую зону, повільно прогиналося, а стародавні Саянські гори знову піднімалися. У цей час відбувалося активне виливання базальтів з тріщин. Активний вулканізм спостерігався тут і 2 мільйони років тому, коли в улоговині накопичилися туфогенно-осадові відкладення потужністю 200-250 метрів. Також активні вулканічні процеси відбувалися в Тункинській улоговині 10-20 тисяч років тому, по долині текли потоки лави довжиною в кілька десятків кілометрів.
В даний час вулкан вкритий сосновим і ялиновим лісом, проте його конус зберігся досить добре.

## Охорона
14 жовтня 1980 року постановою Ради міністрів Бурятської АРСР № 304 згаслий вулкан Хара-Болдок оголошений регіональним пам'ятником природи.